# HD 168607
HD 168607是一顆位於人馬座的藍特超巨星，並且也是高光度藍變星。該恆星相當容易被業餘天文學家觀察到，並且它和另一顆可能也是高光度藍變星的藍特超巨星HD 168625都位於M17星雲西南方。

## 物理狀態
一般假設HD 168607的距離通常和M17星雲相同（距離地球2200秒差距，或7200光年），並且和HD 168625有物理上的關係如果這假設是正確的，它的光度將是太陽的24萬倍，表面有效溫度9300K。它的視星等變化幅度在0.25到0.3等之間，週期64日。但它和其他高光度藍變星不同的是，至今尚未發現它有噴發現象。
和它附近的HD 168625不同的是，在它周圍並無星雲存在。